# Pasowanie (maszynoznawstwo)

Pola tolerancji pasowań.

Pasowanie – skojarzenie pary elementów o tym samym wymiarze nominalnym. Jest to połączenie dwóch elementów, z których jeden obejmuje drugi, i dotyczy zwykle wałka i otworu, a także stożka i otworu stożkowego.
W budowie maszyn wymagane pasowanie realizuje się przez odpowiedni dobór tolerancji wałków i otworów. Pasowanie oznacza się, podając w mikrometrach tolerancję otworu i wałka, z ukośnikiem między nimi, na przykład H7/e8 (litera wielka dla otworu, mała dla wałka). 
W budowie maszyn używa się następujących rodzajów pasowań:
- pasowanie luźne (w połączeniach ruchowych) – istnieje w nim luz między wałkiem a otworem. Wałek może poruszać się wzdłużnie lub obracać w otworze.
- pasowania mieszane – istnieje w nim niewielki luz lub lekki wcisk. Używane jest do połączeń nieprzenoszących obciążeń.
- pasowanie ciasne – wałek jest wciśnięty w otwór. Połączenie takie może przenosić obciążenia.

Teoretycznie możliwa jest dowolna kombinacja tolerancji wałków i otworów, a w związku z tym wiele możliwości realizacji wymaganego pasowania. W praktyce inżynierskiej występują jednak tylko wybrane kombinacje, przy czym stosuje się następujące zasady:
- zasada stałego otworu – tolerancję otworu dobiera się z grupy tolerancji H (tolerancja w głąb materiału), gdzie EI = 0, a o rodzaju pasowania decyduje tolerancja wałka (na przykład tolerancja luźna H7/g6, tolerancja mieszana H7/k6, tolerancja ciasna H7/s6)
- zasada stałego wałka – tolerancję wałka dobiera się z grupy tolerancji h (tolerancja w głąb materiału), gdzie es = 0, a o rodzaju pasowania decyduje tolerancja otworu (na przykład tolerancja luźna G7/h6, tolerancja mieszana K7/h6, tolerancja ciasna P7/h6)[1].